# جغرافيا النقل

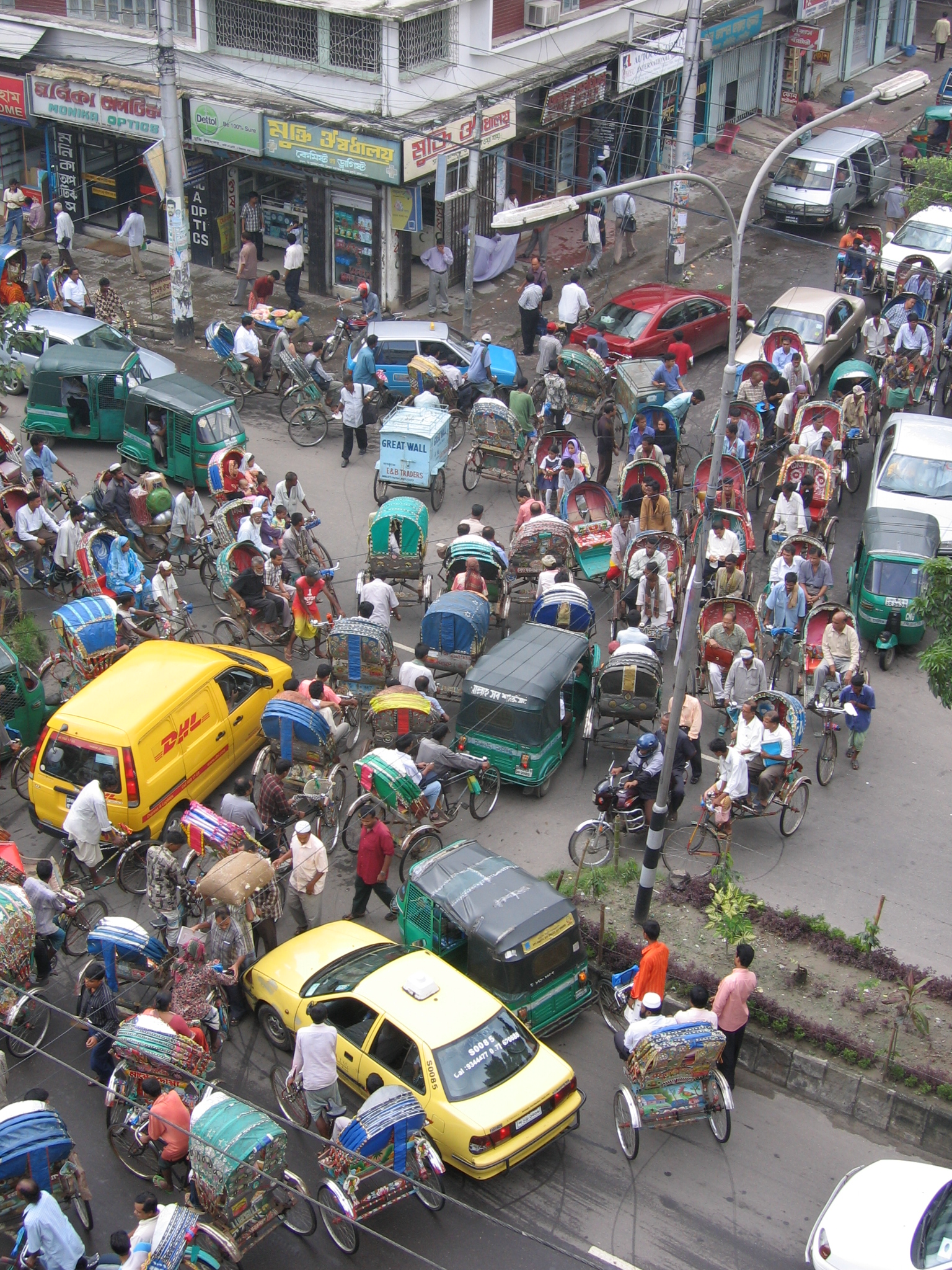
التفاعل المكاني في دكا

إن جغرافيا النقل، أيضًا جغرافيا شبكة النقل، هو أحد فروع علم الجغرافيا الذي يبحث في التفاعلات المكانية؛ لتكون عن الناس وشحن البضائع والمعلومات. ويمكن أن يبحث هذا العلم أيضًا البشر وكيفية استخدامهم للمركبات أو وسائل النقل الأخرى. وكيف تتم خدمة الأسواق بسيل من البضائع تامة الصنع والمواد الخام. إنه فرع من الجغرافيا الاقتصادية.

“إن وسيلة النقل المثالية هي تلك الوسيلة الفورية والمجانية التي تتمتع بإمكانات لا حدود لها وتكون دائمًا متاحة. وتهمل مسألة المساحة. لكن يتجلى بوضوح أن هذا ليس هو الحال. فالمساحة أحد قيود عملية إنشاء شبكات النقل. يعد النقل نشاطًا اقتصاديًا مختلفًا عن الأنشطة الاقتصادية الأخرى. فهو يتاجر في المساحة والزمن، ومن هنا تتدفق الأموال" (مترجم من [ميرلين، 1992]).

تتداخل الجغرافيا والنقل من حيث حركة الأشخاص والبضائع والمعلومات. على مدار الزمان، تزايدت إمكانية الوصول وأدت إلى الاعتماد بشكل كبير على الحراك. ويمكن تتبع هذا الاتجاه حتى زمن الثورة الصناعية، على الرغم من أن وتيرة هذا الحراك قد تسارعت بصورة كبيرة في النصف الثاني من القرن العشرين نتيجة لأسباب متعددة. أما اليوم، فتعتمد المجتمعات على أنظمة النقل لدعم مجموعة كبيرة ومتنوعة من الأنشطة. وتضم تلك الأنشطة المواصلات وتوريد احتياجات الطاقة وتوزيع البضائع والحصول على المتطلبات الشخصية. ولقد بات تطوير شبكات نقل كافية يمثل تحديًا مستمرًا يواجه التنمية الاقتصادية النامية واحتياجات الحراك وتشارك تلك الشبكات في النهاية في الاقتصاد العالمي.
يوجد ارتباط وثيق بين جغرافيا النقل والجغرافيا الحضرية، حيث يرتبط مفهوم شريط التنمية ارتباطًا وثيقًا بالدراسات الحضرية ودراسات النقل. وبينما يسعى البشر إلى السفر حول العالم، أصبحت العلاقة بين النقل والمناطق الحضرية علاقة غامضة في الغالب.
تقيس جغرافيا النقل نتيجة النشاط البشري بين الأماكن وداخل تلك الأماكن. وتركز على عناصر مثل زمن الانتقال والطرق المقطوعة ووسائل المواصلات واستخدام الموارد واستدامة أنواع النقل على البيئة الطبيعية. وهناك أقسام أخرى في جغرافيا النقل تبحث في التضاريس ونواحي الأمان في استخدام المركبات واستخدام الطاقة في الرحلات الفردية أو الجماعية.
يكمن الهدف في استخدام النقل إلى التغلب على المسافات، التي تمثل عوائق مادية وبشرية، مثل المسافة والحدود السياسية والزمن والتضاريس. بيد أن الغرض الأساسي من النقل هو تلبية الحاجة إلى الحراك، حيث يحدث الحراك فقط إذا انتقل شيء، سواء كان إنسانًا أو بضائع. فأية حركة يجب أن تنظر في المحيط الجغرافي، ثم تختار وسيلة النقل المتاحة اعتمادًا على التكاليف والإتاحة والمكان.

## وسائل النقل
إن الأشكال الرئيسية لوسائل النقل هي النقل الجوي والسكك الحديدية والنقل البري والنقل البحري. ولكل وسيلة تكلفتها الخاصة المرتبطة بسرعة الحركة، وذلك نتيجة لنقطة الاحتكاك والمكان المصدر والوجهة. فلنقل كميات هائلة من البضائع، يتم عامةً استخدام السفن. فالشحن البحري يمكنه نقل كميات أكبر حول العالم بسعر أقل. وبالنسبة لانتقال الأفراد الذين يفضلون خفض زمن السفر إلى أقل حدد ممكن والاستمتاع بأقصى حد من الراحة والانسجام، يعد السفر جوًا أو برًا إحدى أكثر الوسائل المستخدمة شيوعًا. وعادة ما تستخدم السكك الحديدية لنقل البضائع إلى المناطق البعيدة عن المسطحات المائية.

«تعد وسائل النقل مكونًا أساسيًا في أنظمة النقل حيث إنها هي الوسائل التي تدعم عملية الحراك. وينظر علماء الجغرافيا في نطاق عريض من وسائل النقل التي يمكن تقسيمها إلى ثلاث فئات عامة حسب الوسط المستخدم: الأرض والماء والجو. فكل وسيلة نقل متطلباتها ومميزاتها الخاصة، وتتم مواءمتها بحيث تخدم الطلبات الخاصة بحركة الشحن والركاب. ومن هنا تنشأ الاختلافات البارزة في طرق استخدام واستعمال وسائل النقل هذه في مختلف أرجاء العالم. ولقد برز حديثًا اتجاه نحو الجمع بين الوسائل من خلال استخدام وسائط متعددة والربط الوثيق بين وسائل النقل في أنشطة الإنتاج والتوزيع أكثر من أي وقت مضى. بيد أنه في الوقت نفسه، تزايد الفصل بين أنشطة نقل الأفراد والشحن في معظم وسائل النقل.» 

## النقل البري
إن شبكات النقل البري أحد أنواع النقل التي ترتبط بعمليات النقل على الطرق الممهدة ونقل الأفراد والبضائع من مكان إلى آخر باستخدام الشاحنات والسيارات وما إلى ذلك.

## النقل البحري
يعد النقل البحري أبطأ وسيلة نقل من حيث حركة البضائع والأفراد.
وغير ذلك من اقدم أنواع النقل واهمهم لان النقل البحري يمكن تحمل عدد كبير من الحاويات لا يتحملها الطائرات

## مشكلات جغرافيا النقل
لم تعد حركة المرور والنقل في الشوارع والطرق السريعة ومرافق السكك الحديدية القائمة تلبي حجم الطلب الناتج عن الزيادة السكانية الحديثة وأنماط المواقع الجديدة للنشاط الاقتصادي. فإلى جانب زيادة السكان، هناك مشكلة زيادة حجم المركبات بالنسبة لشبكة الطرق السريعة والطرق الرئيسية. انظر تكدس مروري وشبكة المواصلات وكثافة سكانية